# Amphipsylla daea
Amphipsylla daea är en loppart som först beskrevs av Alfonso Dampf 1910.  Amphipsylla daea ingår i släktet Amphipsylla och familjen smågnagarloppor. Inga underarter finns listade i Catalogue of Life.